# 柏原市
柏原市（かしわらし）は、大阪府の中河内地域に位置する市。1958年（昭和33年）市制施行。
ぶどう栽培が盛んであり、また古墳や遺跡も多く、市内にある横穴墓（高井田横穴群、玉手山横穴群の2箇所）は大阪府内では、現在柏原市でしか発見されていない。2006年11月、構造改革特区（「生きる学力育成」小中一貫教育特区）に認定された。

## 地理

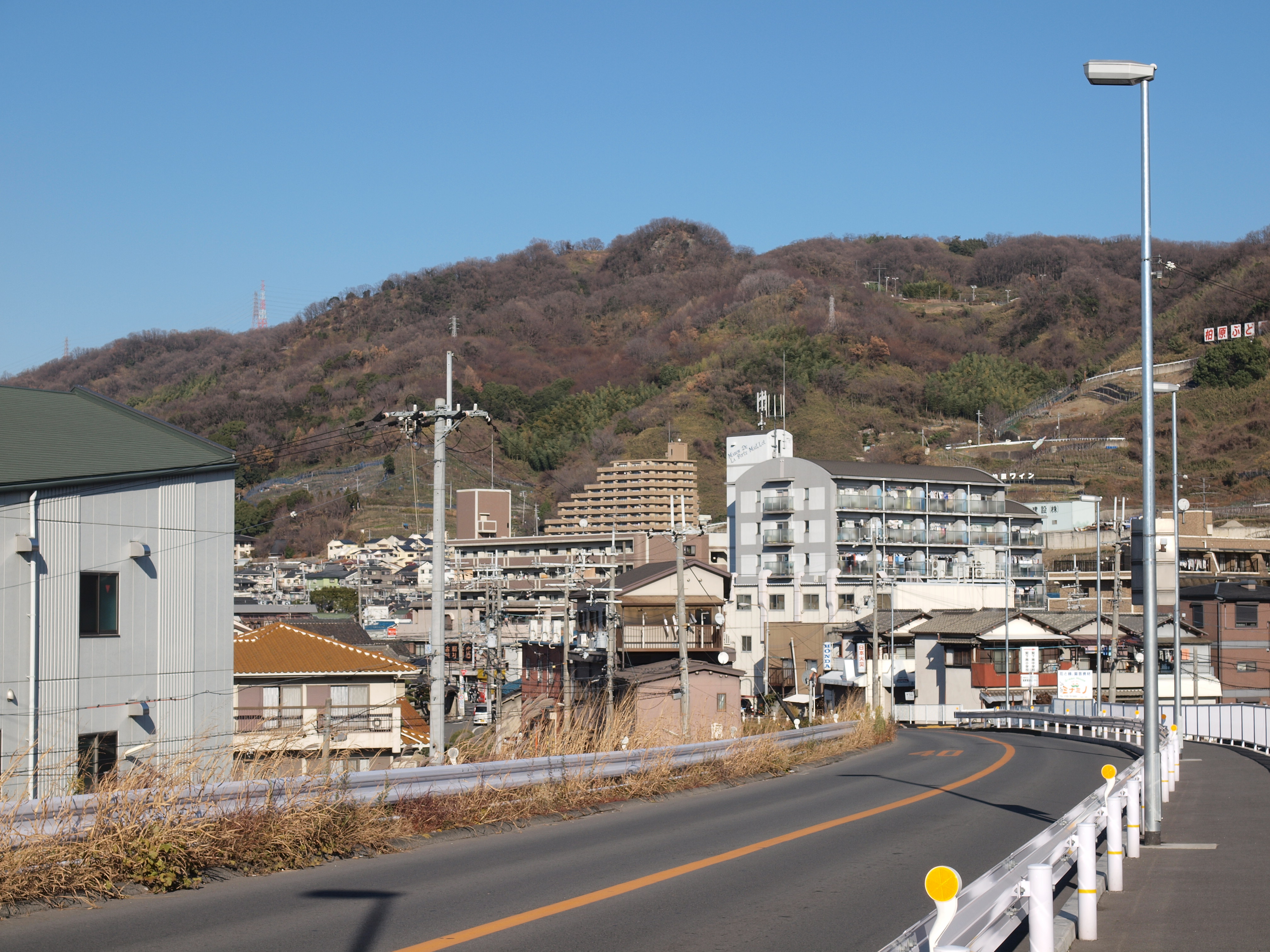
高尾山

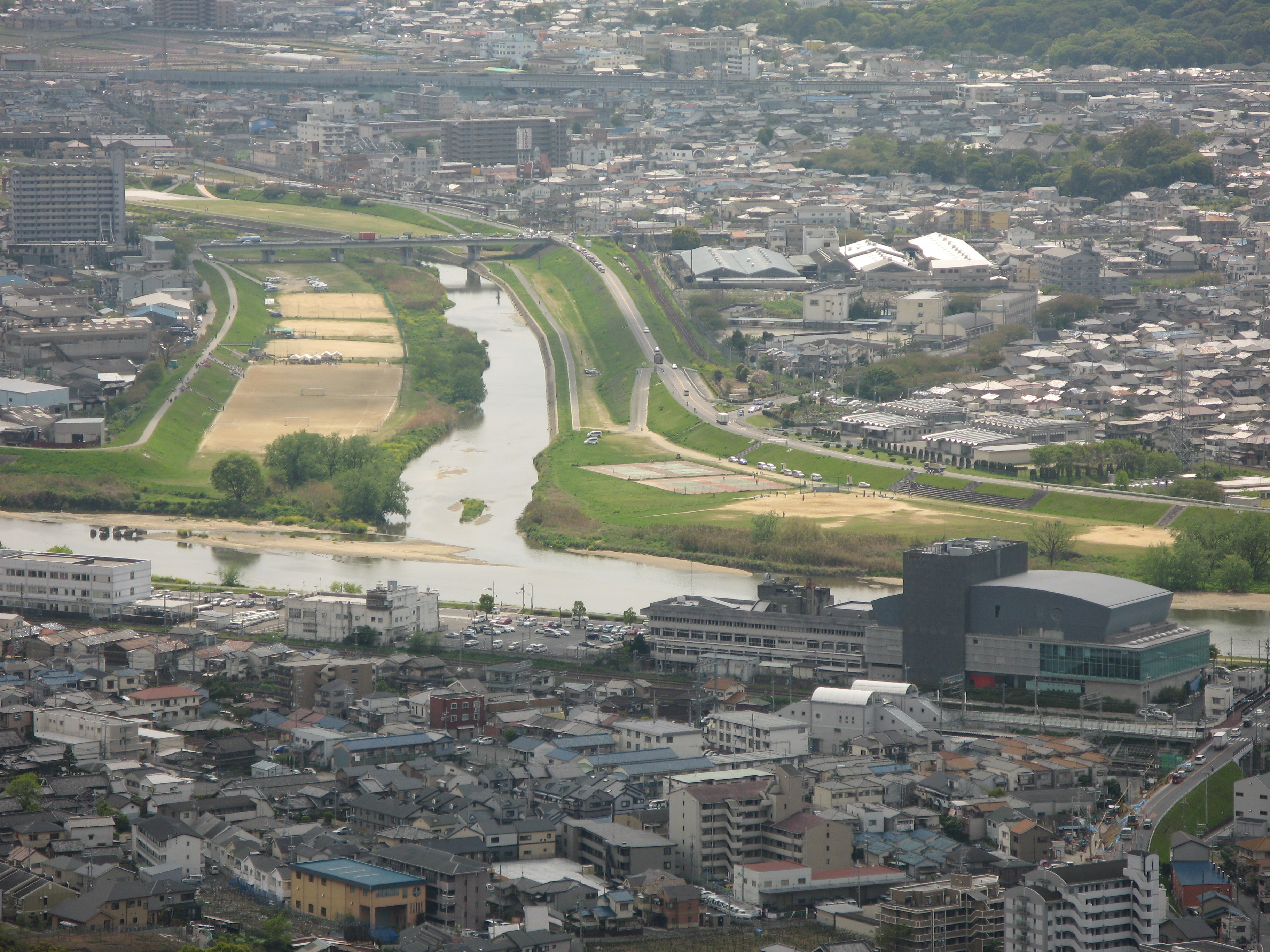
大和川（写真左右方向）と石川（写真奥）合流点（写真右側・川の手前に旧市役所が見える）（高尾山頂から撮影）

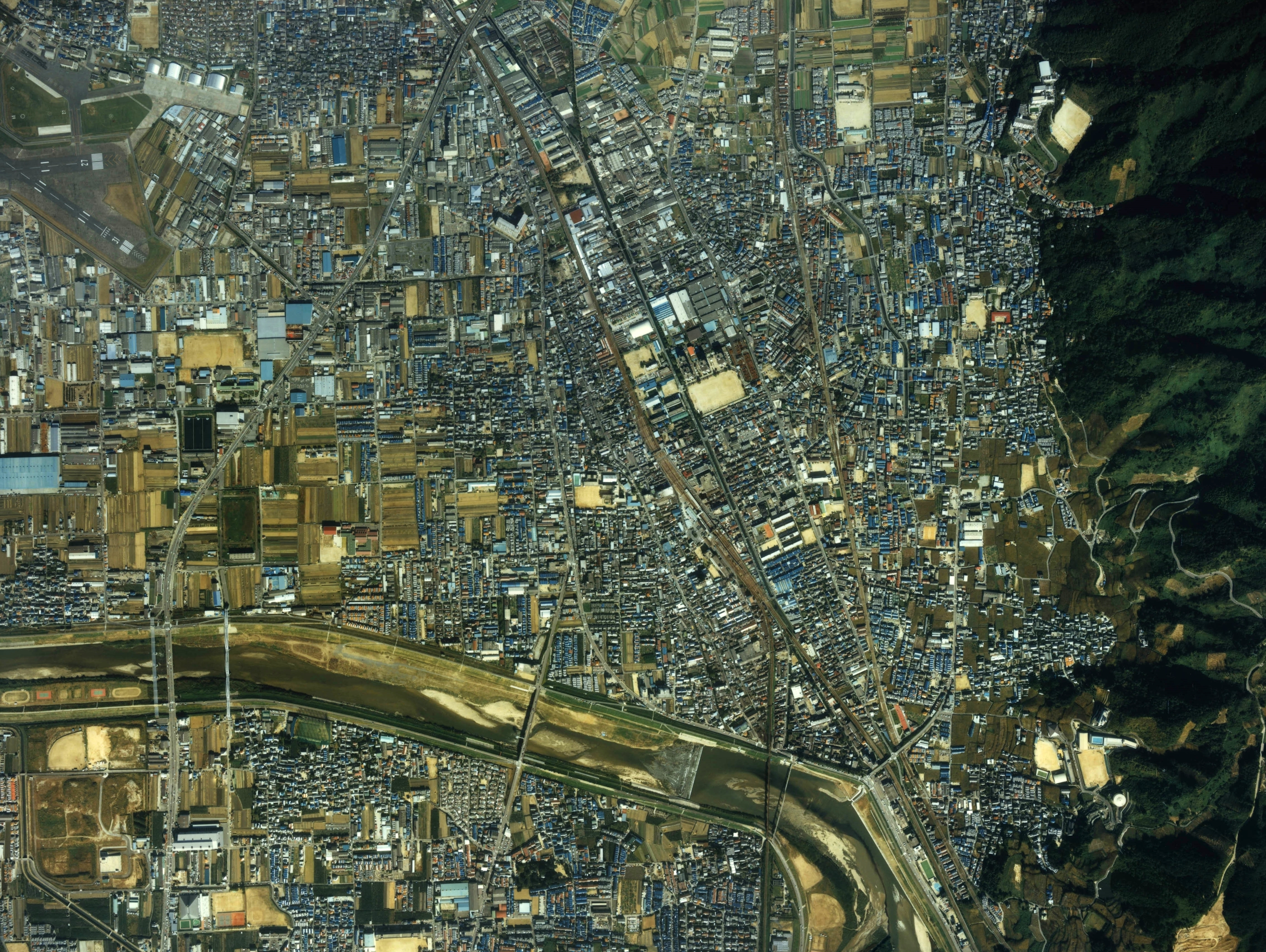
柏原市中心部周辺の空中写真。1985年撮影の2枚を合成作成。。

大阪中心部から約20kmほどの距離に位置する大阪府のベッドタウン。市全体の約７割が山間部である。
また、中央部には一級河川である大和川が流れている。市役所の近くで石川と合流する。
- 山: 高尾山、玉手山
- 河川: 大和川、石川、長瀬川

### 地形
- 総合: 市域北西部は比較的平坦である。市域北部には生駒山系から続く山がそびえている。大和川を挟んで南側は金剛山系に連なる山地となる。

- 軟弱地盤地区(亀の瀬): 市域東部の亀の瀬（峠地区）近辺は軟弱地盤であり、大雨になれば大和路線（関西本線）の列車が運休になることや国道25号が通行止めになることがあったが、1962年に亀の瀬地すべり対策工事が行われ、今もなお地すべりを防いでいる。
- 軟弱地盤地区(その他):かつては近鉄大阪線の電車が、現在の大阪教育大前駅付近にあった急曲線・軟弱地盤上を徐行して走っていた。

### 隣接している自治体
- 大阪府
  - 八尾市
  - 藤井寺市
  - 羽曳野市
- 奈良県
  - 香芝市
  - 王寺町
  - 三郷町

## 歴史
旧石器・縄文・弥生時代
歴史は古く、3万年ほど前の後期旧石器時代にまでさかのぼるとされる。
4世紀〜7世紀頃
4世紀から7世紀頃に作られた遺跡や古墳は現在でも市内に数多く残っている。古代より大和川が大和から難波へと抜ける地点に位置している為、交通の要所としても栄えた。741年、聖武天皇が国状不安を鎮撫するために建立を命じた国分寺建立に、河内国分寺として現在の柏原市国分東条（こくぶひがんじょう）町にも作られたが、後に廃寺となる。
戦国時代
戦国時代後期には織田、豊臣氏の支配下となり、徳川政権下の江戸時代になると、戦争時には大坂の前衛地となる事から、重要な拠点として天領となり、幕府の支配下に置かれた。大坂の陣では奈良街道から亀の瀬を経て、現在の国分あたりに進出してきた徳川方と後藤基次が先頭に立つ大坂方が道明寺の戦いで激突した。今日、市内には両軍関わらず、多くの供養碑が建てられている。
江戸時代
1620年（元和6年）と1633年（寛永10年）に起きた大和川の洪水によって、柏原は壊滅的な被害を受けた。柏原が位置する河内国志紀郡の代官を務めていた摂津国住吉郡平野郷の末吉孫左衛門は、柏原を大坂・平野郷方面と南河内・大和方面を結ぶ水運の中継市場とするべく復興に尽力し、1636年（寛永13年）には平野川に柏原船の通行が始まった。以降の柏原村は、本郷・古町（当初は古新町）・今町（当初は新町）に三分される形態となった。大和川は1704年（宝永元年）の付け替えによって柏原から西流するようになり、旧河床では翌年から新田開発が始まり、1708年（宝永5年）に市村新田が成立した。

### 年表
近代
- 1889年（明治22年）4月1日 - 町村制施行により、志紀郡柏原村、市村新田が合併して志紀郡柏原村が発足。大字市村新田に村役場を設置。
- 1896年（明治29年）4月1日 - 郡の統廃合により、南河内郡柏原村になる。
- 1910年（明治43年） - 大字市村新田を市村に改称。
- 1915年（大正4年）1月1日 - 町制を施行して南河内郡柏原町となる。大字柏原に町役場を設置。
- 1939年（昭和14年）7月1日 - 中河内郡堅下村、堅上村と合併、所属郡を変更して中河内郡柏原町となる。

現代
- 1956年（昭和31年）9月30日 - 南河内郡国分町と合併して中河内郡柏原町となる。
- 1958年（昭和33年）10月1日 - 大阪府下で25番目に市制を施行して柏原市となる。同時に中河内郡が消滅する。
- 1960年（昭和35年）4月24日－マヘンドラ国王夫妻（ネパール王国）、国賓として訪問
- 1969年（昭和44年）3月 - 西名阪道路の供用が開始される。
- 2004年（平成16年）12月 - 市立柏原病院が開館する。
- 2004年（平成16年）12月 - 市立国分図書館が開館する。
- 2006年（平成18年） - 構造改革特区（「生きる学力育成」小中一貫教育特区）に認定。
- 2010年（平成22年）8月31日 - ダイエー柏原店が閉店する。
- 2013年（平成25年）9月16日 - 大和川が氾濫水位に達する。
- 2014年（平成26年）4月1日 - 柏原市の中学校給食を開始。
- 2017年（平成29年）2月12日 - 柏原市長選挙でふけ正浩が選ばれる。下記の通り、1ヶ月後に現代の市長になる。
- 2017年（平成29年）3月11日 - 現代の市長がふけ正浩になる。
- 2018年（平成30年）10月1日 - 柏原市の誕生から60周年。
- 2018年（平成30年）11月3日 - 市制60周年式典が執り行われる。
- 2020年（令和2年） - 「龍田古道・亀の瀬」が日本遺産に認定される。

## 人口
平成22年国勢調査より前回調査からの人口増減をみると、2.85％減の74,840人であり、増減率は府下43市町村中36位、72行政区域中61位。
| |                                        |  |
| 柏原市と全国の年齢別人口分布（2005年） | 柏原市の年齢・男女別人口分布（2005年） |  |
| ■紫色 ― 柏原市 ■緑色 ― 日本全国 | ■青色 ― 男性 ■赤色 ― 女性              |  |
| 柏原市（に相当する地域）の人口の推移 \| 1970年（昭和45年） \| 53,104人 \| \| \| 1975年（昭和50年） \| 63,586人 \| \| \| 1980年（昭和55年） \| 69,836人 \| \| \| 1985年（昭和60年） \| 73,252人 \| \| \| 1990年（平成2年） \| 76,819人 \| \| \| 1995年（平成7年） \| 80,303人 \| \| \| 2000年（平成12年） \| 79,227人 \| \| \| 2005年（平成17年） \| 77,034人 \| \| \| 2010年（平成22年） \| 74,773人 \| \| \| 2015年（平成27年） \| 71,112人 \| \| \| 2020年（令和2年） \| 68,775人 \| \| |                                        |  |
| 総務省統計局 国勢調査より |                                        |  |
| 1970年（昭和45年） | 53,104人                               |  |
| 1975年（昭和50年） | 63,586人                               |  |
| 1980年（昭和55年） | 69,836人                               |  |
| 1985年（昭和60年） | 73,252人                               |  |
| 1990年（平成2年） | 76,819人                               |  |
| 1995年（平成7年） | 80,303人                               |  |
| 2000年（平成12年） | 79,227人                               |  |
| 2005年（平成17年） | 77,034人                               |  |
| 2010年（平成22年） | 74,773人                               |  |
| 2015年（平成27年） | 71,112人                               |  |
| 2020年（令和2年） | 68,775人                               |  |

## 地域
柏原市では、一部の区域で住居表示に関する法律に基づく住居表示が実施されている。なお、住居表示実施年月日欄に※印があるものについては、その町域の一部に住居表示未実施の区域があることを示す。
| 柏原地区           | 柏原地区                 | 柏原地区                | 柏原地区           | 柏原地区                             | 柏原地区 |
| 町名               | 読み                     | 設置年月日              | 住居表示実施年月日 | 住居表示実施直前の町名               |          |
| ------------------ | ------------------------ | ----------------------- | ------------------ | ------------------------------------ | -------- |
| 本郷一〜五丁目     | ほんごう                 | 1965年6月1日            | 1965年6月1日       | 大字柏原の一部                       |          |
| 大正一〜三丁目     | たいしょう               | 1965年6月1日            | 1965年6月1日       | 大字柏原の一部                       |          |
| 古町一〜三丁目     | ふるまち                 | 1965年6月1日            | 1965年6月1日       | 大字柏原、大字市村の各一部           |          |
| 今町一・二丁目     | いままち                 | 1965年6月1日            | 1965年6月1日       | 大字柏原、大字市村の各一部           |          |
| 上市一〜四丁目     | かみいち                 | 1965年6月1日            | 1965年6月1日       | 大字市村、大字太平寺の各一部         |          |
| 清州一・二丁目     | きよす                   | 1965年6月1日            | 1965年6月1日       | 大字市村の一部                       |          |
| 堂島町             | どうじまちょう           | 1965年6月1日            | 1965年6月1日       | 大字市村の一部                       |          |
| 河原町             | かわはらちょう           | 1965年6月1日            | 1965年6月1日       | 大字市村、大字法善寺の各一部         |          |
| 堅下地区           |                          |                         |                    |                                      |          |
| 町名               | 読み                     | 設置年月日              | 住居表示実施年月日 | 住居表示実施直前の町名               |          |
| 法善寺一〜四丁目   | ほうぜんじ               | 1966年5月1日（一・二）  | 1966年5月1日       | 大字法善寺、大字市村の各一部         |          |
| 法善寺一〜四丁目   | ほうぜんじ               | 1966年5月1日（三・四）  | 1966年5月1日※      | 大字法善寺の一部                     |          |
| 山ノ井町           | やまのいちょう           | 1966年5月1日            | 1966年5月1日       | 大字平野の一部                       |          |
| 平野               | ひらの                   | 1956年9月30日           | 未実施             |                                      |          |
| 平野一・二丁目     | ひらの                   | 1966年5月1日（一）      | 1966年5月1日       | 大字平野の一部                       |          |
| 平野一・二丁目     | ひらの                   | 1966年5月1日（二）      | 1966年5月1日※      | 大字平野の一部                       |          |
| 大県               | おおがた                 | 1956年9月30日           | 未実施             |                                      |          |
| 大県一〜四丁目     | おおがた                 | 1966年5月1日（一〜三）  | 1966年5月1日       | 大字大県、大字法善寺の各一部         |          |
| 大県一〜四丁目     | おおがた                 | 1966年5月1日（四）      | 1966年5月1日※      | 大字大県、大字平野の各一部           |          |
| 太平寺             | たいへいじ               | 1956年9月30日           | 未実施             |                                      |          |
| 太平寺一・二丁目   | たいへいじ               | 1966年5月1日            | 1966年5月1日       | 大字太平寺の一部                     |          |
| 安堂               | あんどう                 | 1956年9月30日           | 未実施             |                                      |          |
| 安堂町             | あんどうちょう           | 1966年5月1日            | 1966年5月1日※      | 大字安堂の一部                       |          |
| 高井田             | たかいだ                 | 1956年9月30日           | 未実施             |                                      |          |
| 堅上地区           |                          |                         |                    |                                      |          |
| 町名               | 読み                     | 設置年月日              | 住居表示実施年月日 | 住居表示実施直前の町名               |          |
| 青谷               | あおたに                 | 1956年9月30日           | 未実施             |                                      |          |
| 峠                 | とうげ                   | 1956年9月30日           | 未実施             |                                      |          |
| 雁多尾畑           | かりんどおばた           | 1956年9月30日           | 未実施             |                                      |          |
| 本堂               | ほんどう                 | 1956年9月30日           | 未実施             |                                      |          |
| 国分地区           |                          |                         |                    |                                      |          |
| 町名               | 読み                     | 設置年月日              | 住居表示実施年月日 | 住居表示実施直前の町名               |          |
| 石川町             | いしかわちょう           | 1967年10月1日           | 1967年10月1日      | 大字片山、大字玉手の各一部           |          |
| 片山町             | かたやまちょう           | 1967年10月1日           | 1967年10月1日※     | 大字片山、大字玉手の各一部           |          |
| 玉手町             | たまてちょう             | 1967年10月1日           | 1967年10月1日      | 大字玉手、大字円明、大字片山の各一部 |          |
| 円明町             | えんみょうちょう         | 1967年10月1日           | 1967年10月1日      | 大字円明、大字国分の各一部           |          |
| 旭ヶ丘一〜四丁目   | あさひがおか             | 1967年10月1日（一〜三） | 1967年10月1日      | 大字円明、大字国分、大字玉手の各一部 |          |
| 旭ヶ丘一〜四丁目   | あさひがおか             | 1967年10月1日（四）     | 1967年10月1日※     | 大字円明、大字国分、大字玉手の各一部 |          |
| 国分西一・二丁目   | こくぶにし               | 1967年10月1日           | 1967年10月1日      | 大字国分の一部                       |          |
| 国分本町一〜七丁目 | こくぶほんまち           | 1967年10月1日           | 1967年10月1日      | 大字国分の一部                       |          |
| 国分市場一・二丁目 | こくぶいちば             | 1967年10月1日           | 1967年10月1日      | 大字国分の一部                       |          |
| 国分東条町         | こくぶひがんじょうちょう | 1967年10月1日           | 1967年10月1日※     | 大字国分の一部                       |          |
| 田辺一・二丁目     | たなべ                   | 1967年10月1日（一）     | 1967年10月1日      | 大字国分の一部                       |          |
| 田辺一・二丁目     | たなべ                   | 1967年10月1日（二）     | 1967年10月1日※     | 大字国分、大字円明の各一部           |          |

## 行政

### 市長
- 冨宅正浩（2017年3月11日就任、2期目）

歴代市長
| 代   | 氏名     | 就任   | 退任   |
| ---- | -------- | ------ | ------ |
| 初代 | 青木志郎 | 1958年 | 1962年 |
| 2代  | 早川良祐 | 1962年 | 1973年 |
| 3代  | 山西敏一 | 1973年 | 2005年 |
| 4代  | 岡本泰明 | 2005年 | 2013年 |
| 5代  | 中野隆司 | 2013年 | 2017年 |
| 6代  | 冨宅正浩 | 2017年 | 現職   |

## 政治

### 市議会
定数は16人。令和3年9月30日時点での会派構成は以下の通り。
| 会派名                 | 議席数 | 所属党派     | 女性議員数 |
| ---------------------- | ------ | ------------ | ---------- |
| 大阪維新の会           | 5      | 大阪維新の会 | １         |
| 自由民主党・無所属の会 | 5      | 自由民主党   | １         |
| 公明党                 | 3      | 公明党       | ２         |
| 日本共産党             | 2      | 日本共産党   | ０         |
| 無所属                 | 1      |              | １         |

### 大阪府議会
柏原市及び藤井寺市選挙区（定数1）
- 中谷恭典（大阪維新の会大阪府議会議員団）

### 衆議院
- 任期：2021年（令和3年）10月31日 - 2025年（令和7年）10月30日（「第49回衆議院議員総選挙」参照）

| 選挙区                                             | 議員名   | 党派名       | 当選回数 | 備考   |
| -------------------------------------------------- | -------- | ------------ | -------- | ------ |
| 大阪府第14区（八尾市、柏原市、羽曳野市、藤井寺市） | 青柳仁士 | 日本維新の会 | 1        | 選挙区 |

## 経済

### 産業
- 農業
  - ブドウ栽培[1] - 柏原市から太子町にかけてブドウの栽培が行われており、丘陵地には多くのブドウ農家が存在するが、これらブドウ栽培の中心的な役割を果たしたのが柏原市堅下地区である。7月から9月にかけてブドウの直売所も見られる。このブドウを使ったワイン醸造所もあり、「河内ワイン」や「柏原ワイン」として販売されている。
- 染色業 - 最盛期にはゆかた生地の生産が全国シェア約25%を占めるなど、重要な産業として成り立っていたが、中国からの輸入などで急激に減少し、現在では手がける業者も少ない。

### 柏原市に本社を置く主な企業
- パナソニック サイクルテック
- アングル （柏原事業所も併設）
- 日鉄住金精密加工
- 九櫻
- 富士電線工業
- 東邦電器産業
- 三和化学工業
- 日之出金網
- 日新鋼業
- カタシモワインフード
- 柏原製袋

### 主な事業所
- ジェイテクト 研究開発センター、軸受事業本部、国分工場
- 大阪有機化学工業 大阪工場
- セブンツーセブン本社工場
- 日本コルマー 柏原工場
- フジキン 大阪柏原事業所
- スリーカントリートラベル 柏原支局
- 大寅 道明寺工場
- イケダコーポレーション（池田グループ）柏原クリーンセンター

### 主な商業施設
- ジョイフル国分（ライフ国分店を核とする商業施設）
- アプロ国分店
- イズミヤ玉手店
- 万代柏原大県店

- スーパーマルヒ国分店
- サンプラザ柏原店
- ユーポス25号柏原店

かつて存在した商業施設
- ダイエー柏原店 - 2010年8月31日限りで閉店
- サンリットプラザ
- 和光デンキ柏原店
- 和光デンキ国分店
- 和光デンキ新国分店
- ニチイ柏原店
- マイショップコニシ
- ショッピングセンターキング

### 金融機関
- JA大阪中河内 堅下支店、同柏原支店、同堅上支店、同国分支店、同玉手出張所
- りそな銀行 柏原支店、同国分出張所（いずれも旧大和銀行。大和銀行時代より市指定金融機関）
- 関西みらい銀行 柏原支店（旧関西銀行）
- 徳島大正銀行 国分支店　同堅下出張所（旧大正銀行）
- 大阪シティ信用金庫 柏原支店、国分支店、法善寺支店（いずれも旧八光信用金庫→大阪東信用金庫）

かつては近畿大阪銀行の支店も市内に存在したが、りそな銀行傘下入り後の重複店舗整理の際、志紀支店（八尾市）や道明寺支店（藤井寺市）へ統合された。

### 日本郵政グループ
（令和3年10月現在）
- 日本郵便株式会社

- 柏原郵便局（大正）
- 柏原国分本町郵便局（国分本町）
- 柏原旭ケ丘郵便局（旭ケ丘）
- 柏原法善寺郵便局（法善寺）
- 柏原国分東条（ひがんじょう）郵便局（国分東条町）

- 柏原堅下郵便局（大県＝おおがた）
- 柏原玉手（たまて）郵便局（玉手町）
- 柏原上市郵便局（上市）
- 柏原堅上郵便局（雁多尾畑＝かりんどおばた）

- ゆうちょ銀行
  - 大阪支店 大阪教育大学内出張所（旭ケ丘）（ATMのみ）

その他上記の各郵便局にATMが設置されており、柏原・柏原旭ケ丘の各郵便局ではホリデーサービスを実施。
※柏原市内全域の郵便番号は「582-00xx」（柏原郵便局の集配担当）となっている。

## 姉妹都市・提携都市

### 海外
- 新郷市（中国・河南省）[2]
  - 1990年9月26日友好都市提携

1984年に柏原市少年少女合唱団が中国を訪問。1980年代半ば以降新郷市と相互交流を深めた。
- グロッセート市 および グロッセート県（イタリア共和国）[2]
  - 1999年5月12日友好都市提携

互いにぶどうの産地であることをきっかけに1990年から交流がはじまり、翌年には市長・県知事が柏原市を訪問した。1999年に柏原市・グロッセート市・グロッセート県の3者で正式提携の議定書が調印された。

## 生活

### 警察
- 大阪府警察柏原警察署

### 消防
- 大阪南消防組合 大阪南消防局 柏羽藤消防署

### ゴミ・し尿処理
- 柏原羽曳野藤井寺環境事業組合

### 学校給食事業
- 藤井寺市柏原市学校給食組合

### 病院
- 市立柏原病院
- 国分病院
- 徳州会グループ 全南病院
- 大和川病院(1997年10月廃院)

### 水道
- 柏原市水道事業

## 教育
柏原市では平成22年度より、市立中学校全6校と大阪府立柏原東高等学校との間で連携型中高一貫教育を行っていたが、柏原東高等学校は令和2年度末をもって廃校となった。
また平成19年度以降、市立堅上小学校・堅上中学校を小規模特認校としている。堅上小学校・中学校では小中一貫教育を実施し、また希望者は柏原市の他校区からの通学が可能となっている。

### 大学・短期大学
- 大阪教育大学（柏原キャンパス）
- 関西福祉科学大学
- 関西女子短期大学

### 専修学校
- 関西医療技術専門学校（平成25年度廃校、関西福祉科学大学・関西女子短期大学に移行）

### 高等学校
- 東大阪大学柏原高等学校
- 関西福祉科学大学高等学校
- 大阪府立柏原東高等学校（令和2年度廃校）

### 中学校
- 大阪市立長谷川中学校
- 柏原市立柏原中学校
- 柏原市立堅上中学校
- 柏原市立堅下北中学校
- 柏原市立堅下南中学校
- 柏原市立国分中学校
- 柏原市立玉手中学校

### 小学校
- 大阪市立長谷川小学校
- 柏原市立旭ヶ丘小学校
- 柏原市立柏原小学校
- 柏原市立柏原東小学校
- 柏原市立堅上小学校
- 柏原市立堅下小学校
- 柏原市立堅下北小学校
- 柏原市立堅下南小学校
- 柏原市立堅下南小学校高井田分校（平成26年度廃校）
- 柏原市立国分小学校
- 柏原市立玉手小学校
- 柏原市立国分東小学校（平成31年度廃校）

## 交通

### 鉄道
- 西日本旅客鉄道（JR西日本）
  - 関西本線（大和路線）：柏原駅 - 高井田駅 - 河内堅上駅

市内に大和路快速および快速の停車駅はない。
柏原駅はJR大和路線JR難波駅方面行き普通の始発となる列車がある（令和4年3月12日のダイヤ改正以前はJR難波駅方面への快速の始発も存在していたが現在は廃止されている[4]）。
- 近畿日本鉄道（近鉄）
  - 大阪線：法善寺駅 - 堅下駅 - 安堂駅 - 河内国分駅 - 大阪教育大前駅

各種別の市内の停車駅は、急行が河内国分駅、準急が河内国分駅以東各駅（市内の停車駅は河内国分駅、大阪教育大前駅）、区間準急が市内の全ての駅に停車する。特急および快速急行は市内のいずれの駅にも停車しない。
河内国分駅は大阪上本町駅方面行き準急、区間準急および普通の始発となる列車がある。
  - 道明寺線：柏原駅 - 柏原南口駅

近鉄の路線で最古の路線である。

#### 中心となる駅
- JR・近鉄柏原駅と近鉄河内国分駅。
- 市役所へは、近鉄安堂駅が近い。

#### 隣接市町村への連絡
- 八尾市 - JR大和路線、近鉄大阪線、国道25号、国道170号
- 藤井寺市 - 近鉄道明寺線、西名阪自動車道、国道170号、大阪府道12号堺大和高田線
- 羽曳野市 - 近鉄道明寺線、国道170号
- 香芝市 - 近鉄大阪線、国道165号
- 王寺町 - JR大和路線、国道25号
- 三郷町 - JR大和路線、国道25号

### バス
- 市内循環バス「きらめき号」
  - 柏原市の自家用バスを使用し、運行ルートに設置した停留所を市直営で循環。平日のみ運行。運賃は無料[5]。
  - 1号車から５号車まであり、１,２,４号車は旧トヨタ・コースター、３号車はトヨタ・コースター(現)、５号車はトヨタ・ハイエースで運行している。
  - １,２号車は東側の地域、３,４号車は西側の地域、５号車は国分地区を走っている。
  - 冬季の「きらめき4号」循環バスルートは道路凍結が起こりやすいため、大阪府道183号本堂高井田線が通行止めになると運休する場合がある。
  - バスロケーションシステムを導入しており、柏原市の公式ホームページでバスの位置情報を見ることができる。
- 奈良交通河内国分駅-王寺駅のルートが昭和６０年代まで存在していたが、いつの間にか廃止されていた。
- かつては近鉄バスも河内国分駅から市内外（阿倍野橋、堺東駅、王寺駅など）へ多数の路線を持っていたが、最後に残った雁多尾畑への路線が2006年6月末で撤退（きらめき号に移行）。2022年現在、同社は大阪教育大前駅と大阪教育大学柏原キャンパス間の輸送のみ担当しており（12時台と18時台の2便のみ国分駅前まで運行）、それ以外に柏原市内を走る一般の路線バスは存在しない。

### 道路
- 高速道路
  - 西名阪自動車道（柏原インターチェンジ）
- 一般国道
  - 国道25号（奈良街道）
  - 国道165号（国分交差点で国道25号から分岐）
  - 国道170号（大阪外環状線、旧道＝東高野街道）
- 主要地方道
  - 大阪府道12号堺大和高田線
  - 大阪府道27号柏原駒ヶ谷千早赤阪線
- 一般府道
  - 大阪府道183号本堂高井田線
  - 大阪府道262号清州大県線

## 主な公共施設・名所・旧跡・祭事

### 主な公共施設
- リビエールホール（柏原市民文化会館）
- 柏原市立体育館
- 柏原市立第二体育館（武道館）
- 柏原市立図書館、柏原市立国分図書館
- 柏原市立サンヒルスポーツセンター
- 柏原市文化センター
- フローラルセンター
- 河内柏原公共職業安定所（ハローワーク河内柏原）
- 柏陽庵（柏原市立高井田文化教室）
- 健康福祉センター オアシス
- 老人福祉センター やすらぎの園
- 勤労者センター K・Iホール
- 柏原中学校屋内運動場
- 柏原市立歴史資料館
- 柏原市立玉手山公園（近鉄玉手山遊園地跡）
- 青少年教育キャンプ場
- 片山庭球場、青谷青少年運動広場
- 円明運動広場、東山運動広場、堅下運動広場

### 名所・旧跡
- 高尾山
  - 鐸比古鐸比賣神社
  - 高尾山創造の森 （高尾山山麓の森：大阪みどりの百選）
    - （高尾山山頂遺跡、古墳、市章モニュメント、遊歩道、展望台等）
- 石神社
- 高井田横穴墓群
  - 高井田山古墳、市立歴史資料館
  - 史跡高井田横穴公園
- 松岳山古墳
- 河内国分寺塔址
- 玉手山
  - （柏原市立玉手山公園）
    - 玉手山古墳群
    - 大坂夏の陣両軍戦死者供養塔
    - 後藤又兵衛、吉村武右衛門の碑 - 豊臣方
    - 奥田三郎右衛門、山田十郎兵衛の碑 - 徳川方
    - 後藤又兵衛奮戦の地碑、後藤又兵衛しだれ桜
    - 小林一茶の句碑

  - 安福寺
    - 安福寺横穴群（大阪府文化財）

  - 伯太彦神社
- 玉手橋（石川）
- 小松山古戦場跡
- 三田家住宅（重要文化財）
- 大和川付替え記念碑、中甚兵衛像
- アクアピアアイスアリーナ
- 青谷寺
- 金山彦神社
- 金山姫神社
- 松谷光徳寺

### 祭事・催事
現在も続いている 祭事・催事
- 柏原ぶどう狩り（8月初旬 - 10月中旬）
- 市民健康マラソン（3月）
- 大和川鯉のぼりまつり（4 - 5月）
- 柏原市民総合フェスティバル（9 - 10月）
- 柏原ふれあい広場（11月）

過去の 祭事・催事
- オガタ通りサマーフェスタ
- 長瀬川アクアロードまつり
- 環境フェア「ザ・かしわら やま と かわ」
- 柏原市民郷土まつり（2009年から市民総合フェスティバルに統合）
- 河内音頭おどり全国大会（2005年8月までは下記の花火大会と同日に開催。2009年から市民総合フェスティバルに統合。2013年は花火大会復活により再び8月に花火大会と同日開催）
- 大和川納涼花火大会（2006年8月より一旦廃止。2013年8月に8年ぶりに復活。上記の河内音頭おどり全国大会と同日開催）
- 柏原市国際交流フェスティバル

## 著名な出身者
- 青山吉伸（元弁護士、元オウム真理教幹部・顧問弁護士）
- 大谷良輔（新撰組隊士）
- 5代目桂文三（落語家）
- 瀬川たかし（プロモデラー）
- 田中正訓（宮崎放送営業部長）
- 土井正博（元プロ野球選手）
- ブー藤原（お笑いタレント、超新塾）
- 福元英恵（フリーアナウンサー、元フジテレビアナウンサー)
- 前川佳徳（大阪産業大学教授）
- 前田哲（映画監督）
- 田中友幸（映画プロデューサー）
- 山口奈緒美（フリーアナウンサー、元NHK奈良放送局契約キャスター）
- 山下航汰（プロ野球選手）
- 吉田みなみ（バレーボール選手）
- 小川友次（宝塚歌劇団理事長）
- 仲井良太（洋画家・水彩画家）
- 中井航（夜のひと笑い、YouTuber）
- 花木一栄（夜のひと笑い、YouTuber）
- 杉本音吉（中国語版）（日本統治時代の台湾の起業家）